# Geometrische landschildpad
De geometrische landschildpad (Psammobates geometricus) is een schildpad uit de familie van de landschildpadden (Testudinidae). De soort werd vermeld door Carl Linnaeus in 1758 in de tiende editie van Systema naturae. Oorspronkelijk werd de wetenschappelijke naam Testudo geometrica gebruikt.

## Uiterlijke kenmerken
De geometrische landschildpad dankt de naam aan de complexe en bonte tekening van gele straalsgewijze lijnen en driehoeken op het donkerbruine tot zwarte schild. Met name bij de juveniele exemplaren overheerst de gele kleur, oudere dieren hebben een donkere kleur. Het buikschild is geel met donkere randen van de buikplaten. Het schild is zeer bolvormig, de zijkanten lopen steil af. De schildpad bereikt een maximale schildlengte van 16,5 centimeter.

## Algemeen
De geometrische landschildpad komt voor in Afrika en is endemisch in Zuid-Afrika. De habitat bestaat uit droge, zanderige omgevingen, de soort kan zeer slecht tegen vocht en is erg gevoelig voor ziekten aan met name de luchtwegen. Het verspreidingsgebied was ooit aanzienlijk groter dan het nu is, wat verschillende oorzaken heeft, variërend van bosbranden, landbouwactiviteiten en de komst van invasieve plantensoorten. Tegenwoordig behoort de soort tot de 25 meest bedreigde schildpadden ter wereld. Er zijn natuurreservaten opgezet om onder andere deze schildpad te beschermen. De geometrische landschildpad is herbivoor en eet verschillende planten maar het menu bestaat voornamelijk uit grassen.